# Santa Maria a Piazza (Nápoly)
A Santa Maria a Piazza templom Nápoly történelmi központjában.

## Története
A hagyományok szerint a 4. században alapította Nagy Konstantin császár. Ugyancsak a hagyományok szerint itt celebrált szentmisét I. Szilveszter pápa. Neve onnan származik, hogy egykoron itt volt a város egyik jelentős tere. A 19. század végi városrendezési munkálatokban egy részét elbontották. Jelenleg megromlott állapota miatt nem látogatható. Érdekessége a gót inváziók idejéből származó őrtorony bejáratának jobb oldalán, valamint harangtornya, amely az egyik legrégebbi a városban.